# 유엔 안전 보장 이사회 결의 제1506호
유엔 안전 보장 이사회 결의 제1506호의 주요 내용은 항공기 격추 사건에 대한 조사에 협조하지 않은 리비아에 대한 제재를 해제하는 것이다. 1988년 스코틀랜드 로커비 상공에서 발생한 팬암 항공 103편 폭파 사건과 1989년 니제르 상공에서 발생한 UTA 772편 격추 사건과 관련된 결의안 731(1992년), 제748호(1992년), 제883호(1993년), 제1192호(1998년)를 철회한 후 가결되었다.

## 같이 보기
- 유엔 안전 보장 이사회 결의 제1501 ~ 1600호 목록